# FIFA 100
FIFA 100 er en liste udgivet den 4. marts 2004 i London i anledning af FIFA's 100-års jubilæum af Pelé. Listen opremser dem, han mener, er de på tidspunktet 125 nulevende bedste fodboldspillere.
De lande der har flest spillere på FIFA 100-listen er Italien, Frankrig og Brasilien med hver 14 spillere.

## Europa
- Roberto Baggio, Italien
- Michael Ballack, Tyskland
- Gordon Banks, England
- Franco Baresi, Italien
- Marco van Basten, Holland
- David Beckham, England
- Dennis Bergkamp, Holland
- Giuseppe Bergomi, Italien
- George Best, Nordirland
- Franz Beckenbauer, Tyskland
- Zbigniew Boniek, Polen
- Giampiero Boniperti, Italien
- Paul Breitner, Tyskland
- Gianluigi Buffon, Italien
- Emilio Butragueño, Spanien
- Eric Cantona, Frankrig
- Jan Ceulemans, Belgien
- Bobby Charlton, England
- Johan Cruyff, Holland
- Kenny Dalglish, Skotland
- Rinat Dasajev, Rusland
- Edgar Davids, Holland
- Marcel Desailly, Frankrig
- Didier Deschamps, Frankrig
- Franky Van der Elst, Belgien
- Emre Belozoglu, Tyrkiet
- Luis Enrique, Spanien
- Eusébio, Portugal
- Giacinto Facchetti, Italien
- Just Fontaine, Frankrig
- Ruud Gullit, Holland
- Gheorghe Hagi, Rumænien
- Thierry Henry, Frankrig
- Oliver Kahn, Tyskland
- Roy Keane, Irland
- Kevin Keegan, England
- René van de Kerkhof, Holland
- Willy van de Kerkhof, Holland
- Jürgen Klinsmann, Tyskland
- Patrick Kluivert, Holland
- Raymond Kopa, Frankrig
- Brian Laudrup, Danmark
- Michael Laudrup, Danmark
- Gary Lineker, England
- Sepp Maier, Tyskland
- Paolo Maldini, Italien
- Josef Masopust, Tjekkiet
- Lothar Matthäus, Tyskland
- Gerd Müller, Tyskland
- Pavel Nedvěd, Tjekkiet
- Johan Neeskens, Holland
- Alessandro Nesta, Italien
- Ruud van Nistelrooy, Holland
- Michael Owen, England
- Jean-Pierre Papin, Frankrig
- Jean-Marie Pfaff, Belgien
- Alessandro Del Piero, Italien
- Robert Pires, Frankrig
- Michel Platini, Frankrig
- Ferenc Puskas, Ungarn
- Raul, Spanien
- Rob Rensenbrink, Holland
- Frank Rijkaard, Holland
- Gianni Rivera, Italien
- Paolo Rossi, Italien
- Rui Costa, Portugal
- Rüştü Reçber, Tyrkiet
- Karl-Heinz Rummenigge, Tyskland
- Alan Shearer, England
- Peter Schmeichel, Danmark
- Clarence Seedorf, Holland
- Uwe Seeler, Tyskland
- Andrij Sjevtjenko, Ukraine
- Hristo Stoichkov, Bulgarien
- Davor Suker, Kroatien
- Lilian Thuram, Frankrig
- Francesco Totti, Italien
- Marius Tresor, Frankrig
- David Trezeguet, Frankrig
- Patrick Vieira, Frankrig
- Christian Vieri, Italien
- Zinedine Zidane, Frankrig
- Dino Zoff, Italien

## Afrika
- Didier Drogba, Elfenbenskysten
- El Hadji Diouf, Senegal
- Roger Milla, Cameroun
- Jay-Jay Okocha, Nigeria
- Abedi Pele, Ghana
- George Weah, Liberia

## Asien
- Hidetoshi Nakata, Japan
- Hong Myung-Bo, Sydkorea
- Ali Daei, iran

## Nord-ogSydamerika
- Michelle Akers, USA
- Carlos Alberto, Brasilien
- Gabriel Batistuta, Argentina
- Cafu, Brasilien
- Roberto Carlos, Brasilien
- Hernan Crespo, Argentina
- Teofilo Cubillas, Peru
- Falcão, Brasilien
- Elias Figueroa, Chile
- Enzo Francescoli, Uruguay
- Mia Hamm, USA
- Júnior, Brasilien
- Mario Kempes, Argentina
- Diego Maradona, Argentina
- Daniel Passarella, Argentina
- Pelé, Brasilien
- Rivaldo, Brasilien
- Romário, Brasilien
- Ronaldinho, Brasilien
- Ronaldo, Brasilien
- Romerito, Paraguay
- Hugo Sanchez, Mexico
- Djalma, Brasilien
- Nilton Santos, Brasilien
- Javier Saviola, Argentina
- Omar Sivori, Argentina
- Sócrates, Brasilien
- Alfredo di Stefano, Argentina
- Carlos Valderrama, Colombia
- Juan Sebastian Veron, Argentina
- Ivan Zamorano, Chile
- Javier Zanetti, Argentina
- Zico, Brasilien